# Luo Ronghuan

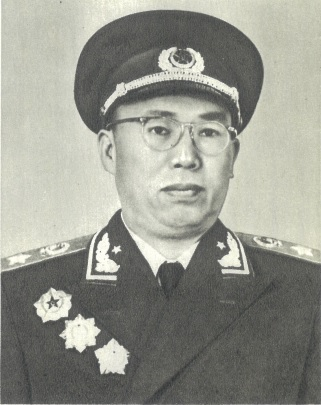
Luo Ronghuan (1955).

Luo Ronghuan (* 26. November 1902 in Hengshan, Kaiserreich China; † 16. Dezember 1963 in Peking, Volksrepublik China) war ein chinesischer Heeresoffizier und Parteifunktionär. Er erreichte den Rang eines Marschalls der Volksbefreiungsarmee. In der öffentlichen Wahrnehmung wurde er ein bekanntes Musterbeispiel für einen effizienten und volksnahen Politoffizier.

## Herkunft
Luo Ronghuan wurde 1902 im Kreis Hengshan in der Provinz Hunan geboren. Sein Vater war Ladenbesitzer im Heimatdorf der Familie und war auch nebenbei als Dorfschullehrer tätig.
Luo Ronghuan wurde ab dem achten Lebensjahr beschult. Sein Vater arrangierte für den Siebzehnjährigen eine Hochzeit mit einer Braut aus demselben Dorf. Nach der Hochzeit ging er für das Studium der Ingenieurwissenschaften nach Qingdao. Nach drei Jahren verließ er die Stadt und versuchte erfolglos an der Zhongshan Universität in der Provinz Guangzhou aufgenommen zu werden. Während seines Aufenthalts dort hatte er erstmals Kontakt zu kommunistischen Kadern. Er kehrte im November 1926 in sein Heimatdorf zurück, wo er aufgrund seines Misserfolgs von seinem Vater verstoßen wurde. Luo Ronghuan ging nach Wuhan, wo er sich 1927 der kommunistischen Bewegung anschloss. Brieflich teilte er seinen Eltern und seiner Frau, die mittlerweile eine Tochter von ihm hatte mit, dass er nicht wieder zu ihnen zurückkehren wolle.

## Parteitätigkeit im Bürgerkrieg
Luo Ronghuan hatte sich im April 1927 dem Kommunistischen Jugendverband bei. Während des Nanchang-Aufstands erlangte er die Parteimitgliedschaft und diente erstmals als Politoffizier. Nach dem fehlgeschlagenen Herbsternte-Aufstand schloss er sich Mao Tse Tung und Zhu De in deren Rückzugsgebiet in den Jinggangbergen an. Er stieg während des Bürgerkriegs weiter auf, zur Zeit des Jiangxi-Sowjets war er bereits Politoffizier auf Armeeebene. Nach dem japanischen Angriff auf China und dem erneuten Frieden mit der Kuomintang übernahm er die Stelle des Politoffiziers der 115. Division. Ebenso war er in der Leitung der Verwaltung der Provinz Shandong aktiv. Nach der japanischen Kapitulation im August 1945 war er dort mit der Entwaffnung der pro-japanischen Truppen von Wang Jingwei betraut. Er beendete den Krieg als Politoffizier der von Lin Biao kommandierten Nordöstlichen Feldarmee. In den Veröffentlichungen der Kommunisten wurde er als Vorbild des sich um seine Untergebenen sorgenden Politoffiziers herausgestellt.

## Staatsämter in der Volksrepublik
Nach der Gründung der Volksrepublik übernahm er den Posten des Direktors der Generellen Politischen Abteilung der Zentralen Militärkommission welche formal das höchste Entscheidungsgremium der Streitkräfte darstellt. Nach dem Krieg machten ihm Bluthochdruck und eine Koronare Herzerkrankung zu schaffen. 1954 wurde er zum Marschall ernannt und übernahm die Rolle des Präsidenten der Politischen Akademie der Volksbefreiungsarmee. Am Ende seiner Karriere gehörte er zu den Kritikern des Großen Sprungs nach vorn und der Politik von Lin Biao, der mittlerweile zum Verteidigungsminister aufgerückt war.
Luo Ronghuan verstarb im Dezember 1963. Er erhielt ein Staatsbegräbnis.